# 大阪社会運動協会
公益財団法人大阪社会運動協会（おおさかしゃかいうんどうきょうかい）は、大阪府大阪市中央区北浜東3-14 エル・おおさかに所在する公益財団法人である。略称は社運協（しゃうんきょう）。

## 歴史
大阪社会運動協会は、大阪府の社会運動の資料を収集し運動史を刊行することを目的に、大阪府知事の許可を受けて1978年に発足した。叢書『大阪社会労働運動史』の発行のほか、2000年4月から大阪府の委託を受けて「大阪府労働情報総合プラザ」を運営していた。しかし2008年2月に橋下徹府知事が誕生し、その施策の一環で2008年7月末で大阪府労働情報総合プラザは廃止され、大阪社会運動協会への補助金も2008年4月以降打ち切られた。
なお、大阪府労働情報総合プラザと大阪社会運動協会の資料室は統合され、2008年10月21日に会員制図書館大阪産業労働資料館（エル・ライブラリー）が発足した。

## 事業内容
事業は以下の通り（2025年3月8日現在）。
- 大阪産業労働資料館（エル・ライブラリー）の管理運営による社会・労働関係資料の収集・保全・公開
- 叢書『大阪社会労働運動史』の編纂・発行
- 大阪社会運動顕彰塔の管理および社会運動物故者追悼式の挙行